# Cymaroa
Cymaroa är ett släkte av fjärilar. Cymaroa ingår i familjen björnspinnare.
Kladogram enligt Catalogue of Life:
| Cymaroa | \| \| Cymaroa grisea \| \| \| \| \| \| Cymaroa leptopepla \| \| \| \| |
|         | \| \| Cymaroa grisea \| \| \| \| \| \| Cymaroa leptopepla \| \| \| \| |
|         | Cymaroa grisea                                                        |
|         |                                                                       |
|         | Cymaroa leptopepla                                                    |
|         |                                                                       |